# Constituição do Botswana
A Constituição da República do Botswana foi promulgada em 30 de setembro de 1966, logo após a independência do então protetorado britânico da Bechuanalândia. O então primeiro-ministro, Sir Seretse Khama, torna-se o primeiro presidente do Botswana. A constituição foi emendada diversas vezes para aumentar o número de membros eleitos, e também recebeu duas outras emendas principais: em 1994 e em 1997.